# Mariner 10
Mariner 10 a fost o sondă spațială americană lansată de NASA pe 3 noiembrie 1973 pentru a explora planetele Mercur și Venus. A realizat prima survolare a planetei Mercur. De asemenea, a fost primul vehicul spațial care a folosit asistența gravitațională, trecând la 5768 km de Venus. A fost lansată cu aproximativ doi ani după Mariner 9 și a fost ultima sondă din programul Mariner (Mariner 11 și Mariner 12 au fost realocate programului Voyager, devenind Voyager 1 și Voyager 2).

## Design și traiectorie
Mariner 10 a fost prima navă spațială care a folosit metoda de accelerare gravitațională cu ajutorul planetei Venus. Metoda se folosește pentru a altera cursul inițial în drum spre orbita lui Mercur. Această manevră, inspirată de calculele de mecanica orbitală ale omului de știință italian Giuseppe Colombo, a pus sonda pe o orbită care a adus-o de mai multe ori lângă Mercur. Mariner 10 a folosit presiunea radiantă a soarelui asupra panourilor sale fotovoltaice pentru prima dată ca modalitate de control a altitudinii.  

## Instrumente
Cele 10 instrumente prezente la bord includ:
1. Camera dublă pentru bandă scurtă cu înregistrare digitale pe bandă
2. Spectrometru pentru ultraviolete
3. Radiometru pentru infraroșii
4. Detector de plasma solară
5. Detector de sarcină particule
6. Detector de câmp magnetic
7. Radio ascundere
8. Instrumente de mecanică celestă